# Jade Marcela
Jade Marcela (Yakarta, 22 de junio de 1980) es una actriz pornográfica estadounidense. Es hermana de Nyomi Marcela. Entre sus trabajos más importantes están su asociación con el polémico actor y director Max Hardcore en vídeos como Planet Max 6 (2000) y Planet Max 16 (2003), en lo cual ella participa de escenas con lluvia dorada.
Además se destaca su presencia en «Snoop Dogg's Doggystyle» (2000), un vídeo del rapero Snoop Dogg, producido por Larry Flynt y dirigido por el propio Snoop Dogg bajo el seudónimo de 'Michael J. Corleone' .